# Звук
Звук — коливальний рух частинок  середовища, що поширюється у вигляді хвиль у газі, рідині чи твердому тілі (фізичний зміст) або сприйняття звуку (біофізичний сенс). У вузькому значенні терміном звук визначають коливання, які сприймаються сенсорною системою тварин і людини. В цьому випадку маються на увазі збурення, що поширюються в повітрі. Органи слуху людини сприймають звуки у відносно вузькому частотному діапазоні. Слуховий апарат багатьох тварин сприймає звуки в значно ширшому інтервалі частот. В загальному випадку цим терміном визначається процес поширення збурень в різних за фізичними властивостями середовищах, в яких відновлювальною силою, що намагається повернути збурену частинку в положення рівноваги, є сила пружності. Хвильові збурення, що визначаються як звук, є об'єктивною реальністю і існують незалежно від сприйняття їх будь-якими живими істотами. Вивчення закономірностей генерації, поширення та сприйняття звуків в різних середовищах є приналежним до такої наукової дисципліни як акустика.
Більшість явищ у природі супроводжуються характерними звуками, які сприймаються та розпізнаються вухом людини і тварин і служать для орієнтування та спілкування. Специфіка сприйняття коливальних рухів частинок повітря слуховим апаратом людини зумовлює поділ звуків на приємні, гармонійні (звуки мови, музичні звуки, спів пташок, наприклад) та звуки зі специфічним спектральним наповненням, часто небажані та дратівні, які визначаються як шум.
Зміщення в просторі частинок середовища у звукових збуреннях характеризується такою величиною як амплітуда коливань. Для опису змін стану частинок середовища в часі використовується така характеристика як частота. Збурення, що сприймаються органами слуху людини та різних тварин це лише невелика частка збурень, що можуть існувати в навколишньому світі. Людське вухо може сприймати лише звуки в певних обмежених інтервалах частот та амплітуд. Для багатьох випадків практичного використання звуків велике значення мають звуки, в яких основна частина енергії зосереджена в області частот, що не сприймаються людським вухом. В зв'язку з цим окремо виділяють такі особливі типи збурень, як ультразвук та інфразвук.
У філософії, психології й екології засобів комунікації звук досліджується у зв'язку з його впливом на сприйняття й мислення (мова йде, наприклад, про акустичний простір як простір, створюваний впливом електронних засобів комунікації).

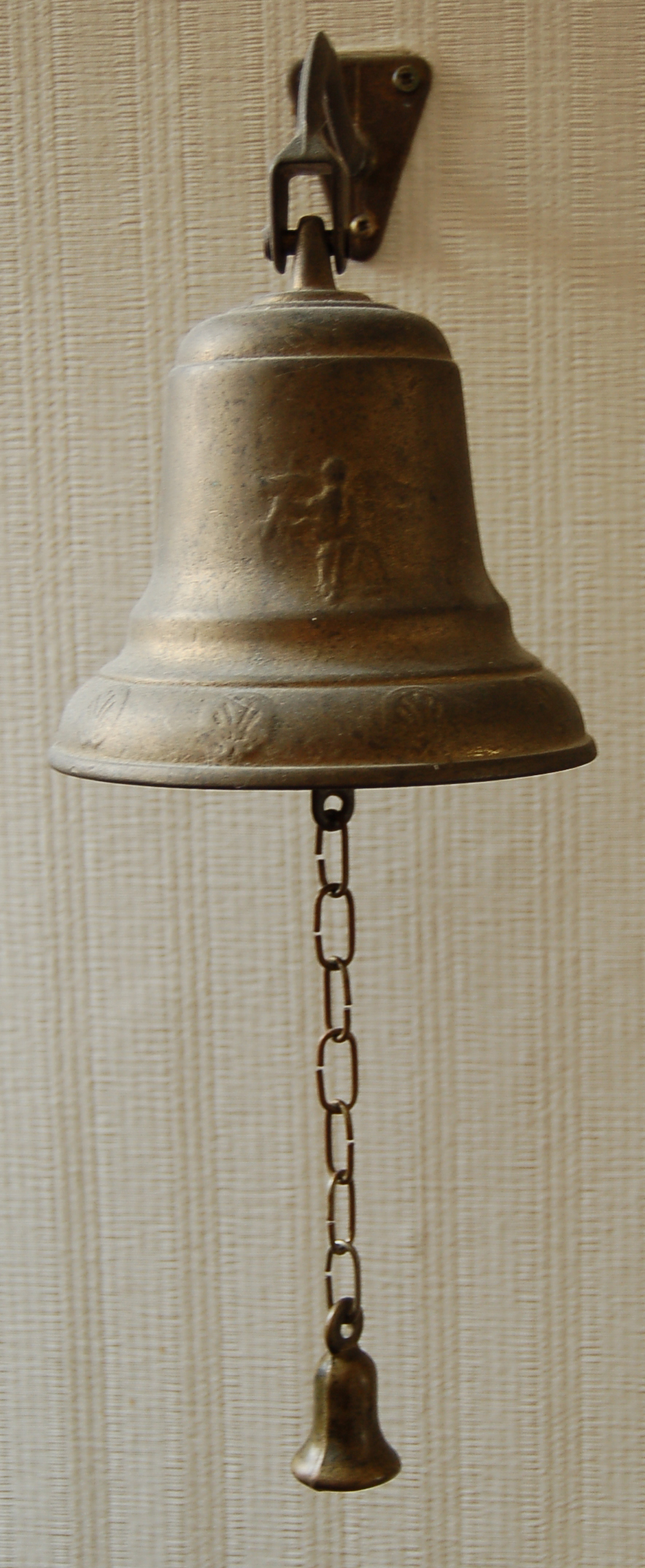
Дзвін — один із найвідоміших пристроїв для генерації інтенсивних звуків

## Поняття про звук
Термін звук використовується для характеристики процесів поширення збурень в матеріальних середовищах, що мають пружні властивості. Прикладом таких середовищ є гази, рідини, тверді пружні тіла. В таких середовищах на будь-яку частинку, зміщену з положення рівноваги, діє сила пружності, яка намагається повернути її в вихідне положення. Характер руху частинок середовища при цьому може бути різним. При коротких збуреннях (постріл, плеск в долоні та ін.) здійснюють короткочасні рухи, після яких частинки повертаються до початкового рівноважного стану. При дії довготривалих, змінних у часі, збурень частинки середовища здійснюють коливальні рухи поблизу положення рівноваги.

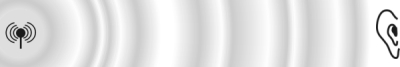
Звукові хвилі в повітрі — чергування областей стиснення й розрідження.

Звукові хвилі при певних умовах можуть бути прикладом коливального процесу. Усяке коливання пов'язане з порушенням рівноважного стану системи й виражається у відхиленні її характеристик від рівноважних значень. При поширенні звукових хвиль в середовищі зазнають змін такі характеристики як густина,тиск, швидкість руху частинок, механічні (нормальні та дотичні) напруження, температура. Зміна положення частинок характеризується вектором швидкості, який є функцією координат і часу. Силові фактори взаємодії між частинками акустичного середовища в випадку рідин та газів характеризуються зміною величини тиску. Для пружних тіл силова взаємодія між частинками описується тензором напружень.
Якщо зробити різкий стиск пружного середовища в одному місці, наприклад, за допомогою поршня, то в цьому місці збільшиться тиск. Завдяки пружним зв'язкам між атомами та молекулами тиск передається на сусідні частинки, які, у свою чергу, впливають на наступні, і область підвищеного тиску немов переміщується в пружному середовищі. За областю підвищеного тиску слідує область зниженого тиску, і, таким чином, утвориться чергування областей стиску й розрідження, що поширюються в середовищі у вигляді хвилі. Кожна частка пружного середовища в цьому випадку здійснює коливальні рухи.
У рідких і газоподібних середовищах акустичні хвилі мають поздовжній характер, тобто напрямок коливання частинок збігається (або протилежний) з напрямком поширення хвилі. У твердих тілах, крім поздовжніх деформацій, виникають також пружні деформації зсуву, що зумовлює можливість існування хвиль з рухом частинок в напрямках, перпендикулярних до напрямку поширення хвилі. Такі хвилі називають поперечними.

### Класифікація звуків
Більшість звуків, які зустрічаються в природі складні, тобто є суперпозицією (сумою) хвиль різної частоти. Суперпозиція хвиль різної частоти надає чутному звуку забарвлення, яке називають тембром.
За частотними характеристиками акустичної хвилі розрізняють:
- простий тон — синусоїдні коливання ( послухати). Звукові коливання простого тону в достатньо хорошому наближенні випромінюють звукові генератори і камертон.
- складний тон
  - гармонічний — визначеної звуковисотності, що складається з основного тону та обертонів. Звуки такого спектрального складу дають музичні інструменти. Тембр звуку, тобто співвідношення обертонів та основного тону надає кожному музичному інструменту своє характерне звучання.
  - негармонічний — приблизно визначеної звуковисотності, що складається з основного тону та негармонічних обертонів ( послухати).
- шум
  - білий шум — хаотичні коливання, спектральні складові розміщуються рівномірно по всьому діапазону ( послухати).
  - кольоровий шум — хаотичні коливання, спектральні складові розміщуються нерівномірно по всьому діапазону, як правило з поступовим зменшенням інтенсивності від низьких до високих частот ( послухати).

## Характеристики звуку
При описі звукових полів використовують такі фізичні характеристики, як частота, довжина хвилі, амплітуда, швидкість звуку, тиск та швидкість частинок середовища. У зв'язку з особливістю руху частинок середовища при поширенні звукових хвиль цю швидкість називають коливальною швидкістю. Коли мова йде про сприйняття звуків людиною використовують так звані фізіологічні характеристики звуку: тембр, гучність, висота тону. Звичайно середньостатистична людина чує коливання, передані по повітрю, у діапазоні частот від 16—20 Гц до 15—20 кГц. Звук нижче діапазону чутності людини називають інфразвуком; вище: до 1 ГГц, — ультразвуком, від 1 ГГц — гіперзвуком. Представники тваринного світу здатні сприймати звуки в значно ширшому діапазоні частот. Кажани для орієнтації та знаходження здобичі використовують звуки в діапазоні 20-120 кГц. Дельфіни, наприклад, використовують для орієнтації та полювання звуки з частотою понад 100 кГц Значно вищі 20 кГц частоти здатні сприймати і собаки.
Серед вловимих звуків варто особливо виділити фонетичні, мовні звуки й фонеми (з яких складається усне мовлення) і музичні звуки (з яких складається музика).
Розрізняють поздовжні й поперечні звукові хвилі залежно від співвідношення напрямку поширення хвилі й напрямки механічних коливань часток середовища поширення.

## Фізичні параметри звуку
В багатьох практично важливих випадках для вивчення процесів генерації, поширення звукових хвиль та їх взаємодії з перешкодами використовується модель ідеальної стисливої рідини (газу) або ідеального пружного тіла. В цьому випадку процес поширення хвиль описується силовими характеристиками (тиск або тензор напружень) та кінематичними характеристиками (вектор коливальної швидкості частинок середовища. Коливальна швидкість виміряється в м/с або см/с. Зміна температури в процесі адіабатичної деформації частинок середовища може бути обчислена додатково. Для врахування втрат енергії при деформації середовища слід використовувати моделі, що враховують в'язкість. При поширенні гармонічних хвиль в'язкі втрати часто враховуються введенням комплексних хвильових чисел чи комплексних модулів пружності.
В енергетичному відношенні реальні коливальні системи характеризуються зміною енергії внаслідок часткової її витрати на роботу проти сил тертя й випромінювання в навколишній простір. У пружному середовищі коливання поступово загасають. Для характеристики згасних коливань використовуються коефіцієнт загасання (S), логарифмічний декремент (D) і добротність (Q).
Коефіцієнт загасання відбиває швидкість спадання амплітуди із часом. Якщо позначити час, протягом якого амплітуда зменшується в е разів, через {\displaystyle \tau }, то:
{\displaystyle S={\frac {1}{\tau }}}.
Зменшення амплітуди за один цикл характеризується логарифмічним декрементом. Логарифмічний декремент дорівнює відношенню періоду коливань до часу загасання {\displaystyle \tau }:
{\displaystyle D={\frac {T}{\tau }}}
Якщо на коливальну систему із втратами діяти періодичною силою, то виникають вимушені коливання, характер яких тією чи іншою мірою повторює зміни зовнішньої сили. Частота вимушених коливань не залежить від параметрів коливальної системи. Навпаки, амплітуда залежить від маси, механічного опору й гнучкості системи, якими визначаються її власні частоти. Таке явище, коли амплітуда коливальної швидкості досягає максимального значення, називається механічним резонансом. При цьому частота вимушених коливань збігається із частотою власних незатухаючих коливань механічної системи. Характерно, що максимальне відхилення частинок середовища від положення рівноваги досягається при дещо іншому значенні частоти зовнішньої сили. Різниця між цими характерними частотами визначається величиною демпфування в системі.
При частотах впливу, значно менших резонансної, зовнішня гармонійна сила врівноважується практично тільки силою пружності. При частотах порушення, близьких до резонансного, головну роль грають сили тертя. За умови, коли частота зовнішнього впливу значно більше резонансної, поводження коливальної системи залежить від сили інерції або маси.
Властивість середовища проводити акустичну енергію, у тому числі й ультразвукову, характеризується акустичним опором. Як характеристика середовища величина акустичного опору може бути визначена при аналізі поширення плоскої хвилі. В цьому випадку вводять для характеристики середовища поняття питомого акустичного опору. Його величина визначається відношенням ' амплітуди звукового тиску в середовищі до амплітуди коливальної швидкості його часток. Чисельно, питомий акустичний опір середовища (Z) дорівнює добутку густини ({\displaystyle \rho }) на швидкість (с) поширення звукових хвиль в ньому.
{\displaystyle Z=\rho c}
Питомий акустичний опір виміряється в паскаль-секунда на метр (Па•с/м) (система SI) або дин•с/см³ (СГС); 1 Па•с/м = 10−1 дин • с/см³.
Значення питомого акустичного опору середовища часто виражається в г/с•см², причому 1 г/с•см² = 1 дин•с/см³.
Звуковий або акустичний тиск у середовищі являє собою різницю між миттєвим значенням тиску в даній точці середовища при наявності звукових коливань і статичного тиску в тій же точці при їхній відсутності. Іншими словами, звуковий тиск є змінний тиск у середовищі, обумовлений акустичними коливаннями. Максимальне значення змінного акустичного тиску (амплітуда тиску) може бути розраховане через амплітуду коливання часток:
{\displaystyle P=2\pi \nu \rho cA}
де Р — максимальний акустичний тиск (амплітуда тиску);
- ν — частота;
- с — швидкість поширення ультразвуку;
- {\displaystyle \rho } — густина середовища;
- А — амплітуда коливання часток середовища.

На відстані в половину довжини хвилі {\displaystyle (\lambda /2)} амплітудне значення тиску з позитивного стає негативним, тобто різниця тисків у двох точках, що стоять одна від одної на {\displaystyle (\lambda /2)}відстані поширення хвилі, дорівнює 2Р.
Для вираження звукового тиску в одиницях SI використовують Паскаль (Па), що дорівнює тиску в один ньютон на метр квадратний (Н/м²). Звуковий тиск у системі СГС виміряється в дин/см²; 1 дин/см² = 10−1Па = 10−1Н/м². Поряд із зазначеними одиницями часто користуються несистемними одиницями тиску — атмосфера (атм) і технічна атмосфера (ат), при цьому 1 ат = 0,98× 10 6 дин/см² = 0,98× 10 5 Н/м?. Іноді застосовується одиниця, що називається баром або мікробаром (акустичним баром); 1 бар = 106 дин/см².
Тиск на частки середовища при поширенні хвилі, є результатом дії пружних й інерційних сил. Останні викликаються прискореннями, величина яких також росте протягом періоду від нуля до максимуму (амплітудне значення прискорення). Крім того, протягом періоду прискорення змінює свій знак.
Максимальні значення величин прискорення й тиску, що виникають у середовищі при проходженні в ній ультразвукових хвиль, для даної частки не збігаються в часі. У момент, коли перепад прискорення досягає свого максимуму, перепад тиску стає рівним нулю. Амплітудне значення прискорення (а) визначається виразом:
{\displaystyle a=(2\pi \nu )2A}
Якщо ультразвукові хвилі, що біжать, натрапляють на перешкоду, вона зазнає не тільки змінний тиск, але й постійний. Ділянки згущення й розрідження середовища, що виникають при проходженні ультразвукових хвиль, створюють додаткові зміни тиску в середовищі відносно навколишнього зовнішнього тиску. Такий додатковий зовнішній тиск називають тиском випромінювання (радіаційний тиск). Він слугує причиною того, що при переході ультразвукових хвиль через межу рідини з повітрям утворяться фонтанчики рідини й відбувається відрив окремих крапельок від поверхні. Цей механізм знайшов застосування в утворенні аерозолів лікарських речовин. Радіаційний тиск часто використовується при вимірі потужності ультразвукових коливань у спеціальних вимірниках — ультразвукових вагах.

### Частота
Найпростішим типом звуку є звук, в якому тиск у кожній точці простору змінюється за синусоїдним законом, тобто здійснює гармонічні коливання з певною частотою. Частота — це кількість коливань певної точки середовища, в якому поширюються гармонічні звукової хвилі, в секунду. Одному циклу коливання в секунду відповідає величина 1 Гц (1/с). В загальному випадку довільних збурень зміна положення точки середовища в часі може характеризуватися набором дискретних значень частот, або неперервним інтервалом частот (скінченим чи нескінченним). В цьому випадку говорять про дискретний чи неперервний частотний спектр звуку.
Людина чує звук з частотами від 16 Гц до 20 кГц. Границі чутності визначені не строго і змінюються від людини до людини. Деякі тварини можуть чути звуки з частотою, нижчою від 16 Гц, інші — з частотою понад 20 кГц.
Діапазон від 16 Гц до 20 кГц називають чутним діапазоном. Звуки з частотами до 16 Гц називаються інфразвуком, понад 20000 Гц — ультразвуком. Звуки з частотою 109−1013 Гц називають гіперзвуком.
Людське вухо сприймає та розрізняє частоту звукових коливань як висоту звуку або тон.

### Швидкість звуку
Швидкість звуку — швидкість поширення звукових хвиль у середовищі.
Як правило, в газах швидкість звуку менша, ніж в рідинах, а в рідинах швидкість звуку менша, ніж у твердих тілах, що пов'язано в основному зі зменшенням стисливості (зростанням об'ємного модуля пружності) речовин у цих фазових станах відповідно.
Швидкість звуку в повітрі за нормальних умов становить 340 м/с. Вона дещо зростає з підвищенням температури і зменшується при її пониженні. Швидкість звуку в повітрі практично не залежить від частоти, тому звук розповсюджується на великі відстані без спотворень. В газах швидкість звуку складає декілька сотень метрів на секунду. Найвищу швидкість мають хвилі в водні (близько 1200 м/с). Для рідин швидкість звуку знаходиться в інтервалі 1-2 км/с. В прісній воді швидкість звуку близька до 1500 м/с. В більшості твердих пружних тіл швидкість звуку (поздовжніх хвиль) знаходиться в інтервалі 5-6 км/с. Так, наприклад, швидкість поздовжніх хвиль в сталі дорівнює 5900 м/с, в алюмінії — 6400 м/с. Відповідно, значення швидкості зсувних хвиль в цих матеріалах становить 3200 м/с та 3100 м/с. Рекордне значення швидкості поздовжніх хвиль в твердому тілі характерне для алмазу і становить 18 км/с.
Швидкість звуку залежить від середовища, через яке проходять звукові хвилі і визначається його параметрами — модулями пружності. Швидкість звуку в газах залежить від температури, від маси молекули газу. Загалом вона дорівнює кореню квадратному похідної від модуля пружності середовища відносно густини. При великих інтенсивностях звуку вона залежить також від амплітуди.
Швидкість звуку в середовищі, що не опирається зсуву, обчислюється за формулою:
{\displaystyle c={\sqrt {\frac {1}{\beta \rho }}},}
де {\displaystyle \beta } — адіабатична стисливість середовища; {\displaystyle \rho } — густина.
В твердих пружних тілах можливе існування двох типів хвиль — поздовжніх і поперечних. Для визначення швидкості поширення поперечних хвиль слід використовувати формулу
{\displaystyle c={\sqrt {\frac {G}{\rho }}}}, де {\displaystyle G} — модуль зсуву пружного середовища. Адіабатична стисливість ізотропного пружного середовища може бути виражена через величини модуля зсуву та числа Пуасона {\displaystyle m} за формулою
{\displaystyle \beta ={\frac {m-2}{2G(m-1)}}}.

### Довжина хвилі
Довжина гармонічної звукової хвилі визначається її частотою та швидкістю звуку:
{\displaystyle \lambda ={\frac {s}{\nu }}},
де {\displaystyle \lambda } — довжина хвилі, {\displaystyle \nu } — частота, {\displaystyle s} — швидкість звуку.
Довжини звукових хвиль чутного діапазону лежать у межах від, приблизно, 2 см до, приблизно, 20 м.

### Гучність звуку
Гучність звуку  — суб'єктивне сприйняття сили звуку (абсолютна величина слухового відчуття). Гучність головним чином залежить від звукового тиску, амплітуди й частоти звукових коливань. Також на гучність звуку впливають його спектральний склад, локалізація в просторі, тембр, тривалість впливу звукових коливань, індивідуальна чутливість слухового аналізатора людини й інші фактори.
Гучність звуку визначається амплітудою коливань, однак гучність — суб'єктивна характеристика інтенсивності звуку, тоді як об'єктивною фізичною характеристикою є звуковий тиск.
Людське вухо сприймає гучність у приблизно логарифмічному масштабі за законом Вебера-Фехнера, тому гучність вимірюється в логарифмічних одиницях — децибелах, тоді як звуковий тиск вимірюється в паскалях. Логарифмічний масштаб сприйняття означає, що людина може почути новий звук на деякому звуковому тлі тільки тоді, коли його амплітуда перевищує амплітуду тла не на деяку певну абсолютну величину, а на певний множник, який залежить від частоти.
Аналогічно, у логарифмічному масштабі людське вухо розрізняє тони.

### Характеристики руху частинок середовища
При поширенні звукових хвиль відбувається певний механічний рух частинок середовища. Для характеристики такого руху слід використовувати власні внутрішні масштаби процесу генерації та поширення хвиль. Оцінка цих масштабів є важливим для розуміння фізичних особливостей хвильових рухів. Як просторовий масштаб природно використати амплітуду зміщення від положення рівноваги частинок середовища. Якщо розглядати звуки чутного для людини діапазону, то ця величина може бути надзвичайно малою по відношенню до величин, з якими людина зустрічається в повсякденному житті. Якщо розглянути звуки в діапазоні частот 2-3 КГц де людське вухо має найвищу чутливість, то для найбільш інтенсивного звуку, при якому у людини уже виникає болісне відчуття в вухах, амплітуда зміщень частинок повітря становить лише 0.1 мм. Амплітуда швидкості частинок при цьому становить 1 м/сек. Під час голосної розмови на відстані 1 м від промовця амплітуда зміщень частинок середовища становить 2-3 сотні ангстремів, амплітуда швидкості механічного руху частинок менша ніж 1 м на годину. Нарешті, для найслабших звуків, що розпізнаються людиною, амплітуда зміщень становить 5•10−10 см, а амплітуда швидкості близько 2 м на рік.

## Поширення звуку
У газах та рідинах звук поширюється як поздовжня хвиля, тобто як послідовність стиснень та розширень. У твердих тілах крім поздовжніх звукових хвиль можуть поширюватись також поперечні хвилі, в яких коливання відбуваються у напрямку перпендикулярному до напрямку поширення. Поздовжні та поперечні хвилі поширюються із різними швидкостями. В ізотропних середовищах швидкість поширення збурень не залежить від напрямку. В анізотропних середовищах, таких як кристали, спостерігається анізотропія швидкості, коли швидкість звуку змінюється в залежності від напрямку поширення.
Розповсюдження звуку є адіабатичним процесом, тобто коливання тиску й густини відбувається швидше, ніж встигає вирівнятися температура. Це означає, що локальна температура змінюється разом із густиною — при стискуванні відбувається нагрівання, при розширенні охолодження.
Звукова хвиля, зустрівши на своєму шляху перешкоду, дифрагує, тобто огинає перешкоду, якщо її розмір менший або порівняний із довжиною хвилі. Звукова хвиля також частково відбивається від перешкоди. Відбивання більше, якщо розмір перешкоди більший від довжини хвилі. Завдяки відбиттю звукової хвилі від перешкод виникає таке акустичне явище, як луна. Людське вухо не розрізняє дуже близькі за часом звуки, тому мінімальна відстань, з якої людина чує луну становить приблизно 16 м.
При поширенні звукових хвиль може спостерігатися зміна форми сигналу, що містить певний набір гармонічних складових. Таке явище носить назву дисперсія. Причиною виникнення дисперсії можуть бути спеціальні фізичні властивості середовища, в якому поширюється збурення (фізична дисперсія) або геометричні особливості області, в якій поширюється звук (геометрична дисперсія).

## Вироблення звуку
Навколишній світ переповнений звуками. Вони породжуються різними джерелами і на основі різних механізмів перетворення кінетичної або електричної енергії джерела, на енергію звукових хвиль. У разі, коли звук генерується дзвоном, зображеним на початку статті, частина кінетичної енергії ударника витрачається для збудження коливань дзвону. При взаємодії його поверхні з повітрям, утворюються звукові хвилі. Такий механізм генерування звуку досить поширений. Саме він використовується в різного типу гучномовцях. Збудження коливань поверхні в них здійснюється або електромагнітним пристроєм, або пристроєм з використанням п'єзоефекту. В навколишньому світі дуже поширені звуки, що генеруються за рахунок переходу частини кінетичної енергії потоку в енергію звуку. Саме такий механізм працює при створенні звуків людиною, птахами, різними тваринами. Ним же зумовлено генерацію звуку стрімким потоком та вітром. На основі цього механізму виробляються звуки в духових музичних інструментах. В струнних та ударних інструментах звуки генеруються, по суті, так само як у дзвоні. Для створення когерентного звуку застосовуються так звані звукові або фононні лазери.

### Реєстрація, запис та відтворення звуку
Детальніше звукозапис
При розв'язанні завдання реєстрації звуків використовують два типи сенсорів — вимірювач тиску чи вимірювач коливальної швидкості. Звичайний мікрофон та людське вухо є реєстраторами тиску. Практично лише такого типу реєстратори використовуються при аналізі звукових полів в газових середовищах. В гідроакустиці досить часто використовують реєстратори коливальної швидкості.

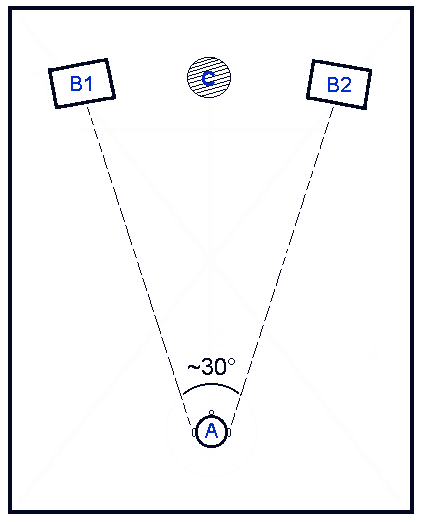
Локалізація звуку у приміщенні

Звук реєструють за допомогою мікрофонів — приладів, що перетворюють звукові коливання у електричні. Зареєстровані звукові коливання можна передати на віддаль засобами телекомунікації — телефоном або радіо або записати на носії інформації. Переданий або записаний звук відтворюється за допомогою гучномовців, які перетворюють електричні коливання у звукові хвилі.
В сучасних умовах для реєстрації та обробки звукових сигналів широко використовуються комп'ютери. При цьому звуковий сигнал кодується цифровим кодом з допомогою спеціальних аналого-цифрових перетворювачів. При цьому формується цифровий звук. При створенні цифрових звукових файлів використовується велика кількість різних звукових форматів. Широко використовуються, наприклад, формати МР3, МР4. При використанні аналого-цифрових перетворювачів ставиться завдання збереження характеристик звуку в певному частотному діапазоні, у відповідності до якого вибирається частота дискретизації.

## Ультразвукова діагностика
При поширенні звукових хвиль в неоднорідних середовищах спостерігаються такі явища, як відбиття хвиль, розсіювання хвиль та рефракція. Реєстрація та обробка даних про відбиті та розсіяні хвилі дає можливість виявити неоднорідності в середовищі та встановити його певні властивості. Оскільки геометричні розміри неоднорідностей, що можуть бути виявлені, суттєво залежать від довжини хвилі при практичному використанні такої можливості намагаються використовувати звуки високих частот (малих довжин хвиль). Можливості вивчення структурних особливостей середовища, в якому поширюється звук широко використовуються в процедурах ультразвукової діагностики в медицині та при неруйнівному контролі в техніці.
Ультразвук — пружні звукові коливання високої частоти. Людське вухо сприймає поширювані в середовищі пружні хвилі частотою приблизно до 16 Гц-20 кгц; коливання з більш високою частотою являють собою ультразвук (за межею чутності).

### Поширення ультразвуку
Поширення ультразвуку — це процес переміщення в просторі й у часі збурень, що мають місце у звуковій хвилі.
Звукова хвиля поширюється в речовині, що перебуває в газоподібному, рідкому стані, у тому ж напрямку, у якому відбувається переміщення з частинок цієї речовини. Такі хвилі називають поздовжніми. В випадку твердого деформівного тіла існують, як поздовжні хвилі, так і хвилі поперечні, коли напрям поширення збурень і напрям руху частинок середовища є взаємно перпендикулярними. Характерним прикладом поперечних хвиль є хвилі в струні. При поширенні хвиль виникає деформацію середовища. Деформація полягає в тому, що відбувається послідовне розрідження й стиснення певних об'ємів середовища, причому відстань між двома сусідніми областями максимального стиснення або розрідження визначає довжину гармонічної хвилі. Чим більше питомий акустичний опір середовища, тим більше ступінь стиснення й розрідження середовища при даній амплітуді коливань.
Частки середовища, що беруть участь у передачі енергії хвилі, коливаються біля положення своєї рівноваги. Швидкість, з якої частки коливаються біля середнього положення рівноваги називається коливальною швидкістю. Коливальна швидкість часток змінюється відповідно до рівняння:
{\displaystyle V=U\sin(2\pi \nu t+\phi )},
де V — величина коливальної швидкості;
- U — амплітуда коливальної швидкості;
- ν — частота ультразвуку;
- t — час;
- {\displaystyle \phi } — різниця фаз між коливальною швидкістю часток і змінним акустичним тиском.

Амплітуда коливальної швидкості характеризує максимальну швидкість, з якою частинки середовища рухаються в процесі коливань, і визначається інтенсивністю збурення.

### Дифракція, інтерференція
При поширенні ультразвукових хвиль можливі явища дифракції, інтерференції й відбиття.
Дифракція (оминання хвилями перешкод) відбувається тоді, коли довжина ультразвукової хвилі порівнянна (або більше) з розмірами перешкоди, що перебуває на шляху. Якщо перешкода в порівнянні з довжиною акустичної хвилі велика, то явища дифракції немає.
При одночасному русі в середовищі декількох ультразвукових хвиль у кожній певній точці середовища відбувається суперпозиція (накладення) цих хвиль. Накладення хвиль однакової частоти один на одну називається інтерференцією. Якщо в процесі проходження через об'єкт ультразвукові хвилі перетинаються, то в певних точках середовища спостерігається посилення або ослаблення коливань. При цьому стан точки середовища, де відбувається взаємодія, залежить від співвідношення фаз ультразвукових коливань у даній точці. Якщо ультразвукові хвилі досягають певної ділянки середовища в однакових фазах (синфазно), то зміщення часток мають однакові знаки й інтерференція в таких умовах приводить до збільшення амплітуди коливань. Якщо ж хвилі приходять до точки середовища в протифазі, то зміщення часток буде різнонаправленим, що приводить до зменшення амплітуди коливань.

### Поглинання звукових хвиль
Якщо середовище, у якому відбувається поширення звуку, має в'язкість і теплопровідність або в ньому є інші процеси внутрішнього тертя, то при поширенні хвилі відбувається поглинання звуку, тобто в міру віддалення від джерела амплітуда звукових коливань стає меншою, так само як й енергія, яку вони несуть. Переважна частина поглиненої енергії перетвориться в тепло, менша частина викликає в передавальній речовині необоротні структурні зміни. Поглинання є результатом тертя часток одна об іншу, у різних середовищах воно різне. Поглинання залежить також від частоти звукових коливань. Теоретично, поглинання пропорційно квадрату частоти.
Величину поглинання можна характеризувати коефіцієнтом поглинання, що показує, як змінюється інтенсивність ультразвуку в опроміненому середовищі. З ростом частоти він збільшується. Інтенсивність ультразвукових коливань у середовищі зменшується за експоненційним законом. Цей процес обумовлений внутрішнім тертям, теплопровідністю поглинаючого середовища і його структурою. Його орієнтовно характеризує величина напівпоглинаючого шару, що показує на якій глибині інтенсивність коливань зменшується вдвічі (точніше в 2,718 рази або на 63 %). За Пальманом, при частоті, рівній 0,8 МГц, середні величини напівпоглинаючого шару для деяких тканин такі: жирова тканина — 6,8 см; м'язова — 3,6 см; жирова й м'язова тканини разом — 4,9 см. Зі збільшенням частоти ультразвуку величина напівпоглинаючого шару зменшується. Так при частоті, рівній 2,4 МГц, інтенсивність ультразвуку, що проходить через жирову й м'язову тканини, зменшується вдвічі на глибині 1,5 см.
Крім того, можливо аномальне поглинання енергії ультразвукових коливань у деяких діапазонах частот — це залежить від особливостей молекулярної будови даної тканини. Відомо, що 2/3 енергії звуку загасає на молекулярному рівні й 1/3 на рівні мікроскопічних тканинних структур.

### Глибина проникнення ультразвукових хвиль
Під глибиною проникнення ультразвуку розуміють глибину, при якій інтенсивність зменшується на половину. Ця величина обернено пропорційна поглинанню: чим сильніше середовище поглинає ультразвук, тим менше відстань, на якому інтенсивність ультразвуку послабляється наполовину.

### Розсіювання ультразвукових хвиль
Якщо в середовищі є неоднорідності, то відбувається розсіювання звуку, що може істотно змінити просту картину поширення ультразвуку й, в остаточному підсумку, також викликати загасання хвилі в первісному напрямку поширення.

### Заломлення ультразвукових хвиль
Тому що акустичний опір м'яких тканин людини ненабагато відрізняється від опору води, можна припустити, що на межі розділу середовищ (епідерміс — дерма — фасція — м'яз) буде спостерігатися заломлення ультразвукових хвиль.

### Відбиття ультразвукових хвиль
На явищі відбиття побудована ультразвукова діагностика. Відбиття відбувається в прикордонних областях шкіри й жиру, жиру й м'язів, м'язів та кісток. Якщо ультразвук при поширенні натрапляє на перешкоду, то відбувається відбиття, якщо перешкода мала, то ультразвук його як би обтікає. Неоднорідності організму не викликають значних відхилень, тому що в порівнянні з довжиною хвилі (2 мм) їхніми розмірами (0,1—0,2 мм) можна зневажити. Якщо ультразвук на своєму шляху натрапляє на органи, розміри яких більше довжини хвилі, то відбувається переломлення й відбиття ультразвуку. Найбільш сильне відбиття спостерігається на границях кістка — навколишні до неї тканини й тканини — повітря. У повітря мала густина і спостерігається практично повне відбиття ультразвуку. Відбиття ультразвукових хвиль спостерігається на границі м'яз — окістя — кістка, на поверхні порожнистих органів.

### Біжучі та стоячі звукові хвилі
Якщо при поширенні звукових хвиль вони не зустрічають перешкод, то утворюється звукове поле, що формується системою біжучих хвиль у різних напрямках від джерела звуку. У результаті втрат енергії та розтікання її по все зростаючому об'єму амплітуда коливальних рухів часток середовища поступово зменшується. Якщо ж на шляху поширення звукових хвиль існують перешкоди, то можливі такі фізичні ефекти. Якщо перешкода є акустичним середовищем з відмінними фізичними властивостями частина звукової енергії проникає в об'єм перешкоди, а частина відбивається і розсіюється в навколишньому просторі. При зустрічі з перешкодами які можна моделювати як акустично жорсткі, акустично м'які, реалізується лише процес розсіювання хвиль. Накладення падаючих і відбитих звукових хвиль може приводити до виникнення стоячих хвиль. Стоячі хвилі не переносять енергію.

## Інфразвук
Інфразву́к (від лат. infra — нижче, під) — пружні хвилі, аналогічні звуковим, але мають частоту нижче сприйманої людським вухом. За верхню межу частотного діапазону інфразвуку звичайно приймають 16-25 Гц. Нижня ж межа інфразвукового діапазону умовно визначена як 0.001 Гц. Практичний інтерес можуть представляти коливання від десятих і навіть сотих доль герців, тобто з періодами в десяток секунд.
Природа виникнення інфразвукових коливань така ж, як й у чутного звуку, тому інфразвук підпорядковується тим же закономірностям, і для його опису використовується такий же математичний апарат, як і для звичайного чутного звуку (крім понять, пов'язаних з рівнем звуку). Інфразвук слабко поглинається середовищем, тому може поширюватися на значні відстані від джерела. Завдяки великій довжині хвилі (при частоті 1 Гц довжина хвилі в повітрі перевищує 300 м) явище дифракції не впливає суттєво на поширення інфразвуку.
Інфразвук, що утворюється в морі, називають однією з можливих причин знаходження суден, покинутих екіпажем

## Досліди й демонстрації
Для демонстрації стоячих хвиль звуку служить Труба Рубенса.
Розходження у швидкостях поширення звуку наочно, коли вдихають замість повітря гелій, і говорять що-небудь, видихаючи ним, — голос стає вище. Якщо ж газ — гексафторид сірки SF6, то голос звучить нижче. Пов'язане це з тим, що гази приблизно однаково добре стисливі, тому в гелії, що має дуже низьку густину, у порівнянні з повітрям відбувається збільшення швидкості звуку, і зниження — у гексафторидні сірки з дуже високою для газів густиною, розміри ж ротового резонатора людини залишаються незмінними, у підсумку змінюється резонансна частота, тому що чим вища швидкість звуку, тим вища резонансна частота за інших незмінних умов.
Про швидкості звуку у воді можна візуально одержати уявлення в досліді дифракції світла на ультразвуці у воді. У воді в порівнянні з повітрям, швидкість звуку вища, тому що навіть при істотно більше високій густині води (що повинно було б привести до падіння швидкості звуку), вода настільки погано стислива, що в підсумку в ній швидкість звуку виявляється все одно в кілька разів вищою.

## Найнижчий звук у Всесвіті
Акустичні хвилі, згенеровані надмасивною чорною дірою в центрі скупчення галактик Персей в 250 млн світлових років від Землі, генерують звук на 57 октав нижче ноти «сі» середньої октави (це відповідає частоті 3,2*10−15 Гц, або — одне коливання на 10 млн років), що розповсюджується через тонкий шар газу навколо чорної діри. Це явище було відкрито астрономами Кембриджського університету (Велика Британія) під керівництвом Ендрю Фабіана в рентгенівській обсерваторії Чандра. Цей звук зареєстрований у «Книзі рекордів Гінеса», як найнижчий звук у Всесвіті.